# Comitê Nacional Olímpico e Esportivo Senegalês
O Comitê Nacional Olímpico e Esportivo Senegalês (em francês:  Comité national olympique et sportif sénégalais) é o representante do Senegal no Comitê Olímpico Internacional (COI) e a espinha dorsal das federações esportivas senegaleses. Ele foi fundado em 1961 e reconhecido pelo COI em 1963. Seu presidente é Mamadou Diagna N'Diaye.
Esta associação foi projetada para gerenciar a organização e valorização do esporte no Senegal e, em particular, a preparação dos atletas senegaleses, para poderem participar nos Jogos Olímpicos. A organização também é um membro da Associação de Comitês Olímpicos Nacionais da África.